# Michaël Barreto
Mickaël Jose Barreto (* 18. Januar 1991 in Paris) ist ein französisch-portugiesischer Fußballspieler.

## Karriere

### Verein
Barreto begann seine fußballerische Karriere bei der US Torcy, ehe er in die Jugendabteilung des ES Troyes AC wechselte. In der Saison 2009/10 spielte er einmal in der dritten Liga Frankreichs. Nach dem Aufstieg in die Ligue 2 debütierte er am vorletzten Spieltag der Saison 2010/11 im Profibereich gegen Stade Laval. Auch am letzten Spieltag kam er zum Einsatz und so kam er auf zwei Saisonspiele. 2011/12 kam er zu sieben Einsätzen in der gesamten Spielzeit. In der Folgesaison spielte er bis Ende Januar auf Leihbasis bei Étoile Fréjus-Saint-Raphaël. Dort schoss er ein Tor in 14 Ligaspielen. In der Rückrunde wurde er an den Viertligisten AS Cannes verliehen, wo er bis zum Saisonende 16 Ligaspiele absolvierte. Nach seiner Rückkehr zu Troyes konnte er sich erneut nicht durchsetzen und spielte nur dreimal in der Ligasaison. Nach einem weiteren Ligaspiel in der Saison 2014/15 wurde er für den Rest der Spielzeit an die US Avranches verliehen. Beim Drittligisten schoss er in 27 Ligaeinsätzen sieben Tore.
Nach erneuter Rückkehr wechselte er ablösefrei fest zur US Orléans. Hier spielte er 2015/16 30 Drittligaspiele und traf fünfmal ins Tor. Mit seiner Mannschaft landete er am Ende der Spielzeit auf dem zweiten Tabellenplatz und stieg somit in die Ligue 2 auf. Am ersten Spieltag der neuen Saison gab er sein Profidebüt für den neuen Verein. Bereits im Spiel darauf schoss er sein erstes Tor im Profibereich überhaupt gegen Stade Brest. Insgesamt traf er in 37 Ligaspielen dreimal und konnte über die Relegation die Klasse mit Orléans halten.
Im Sommer 2017 wechselte er ablösefrei zum Ligakonkurrenten AJ Auxerre, verletzte sich aber noch vor Saisonbeginn am Sprunggelenk und fiel die komplette Hinrunde aus. Im Rest der Saison kam er dann wettbewerbsübergreifend zu 10 Einsätzen für seine neue Mannschaft, schoss drei Tore und bereitete eines vor. Am 16. März 2018 sah er in der 81. Minute die rote Karte, da er sich mit seinem Mannschaftskollegen Pierre-Yves Polomat geprügelt hat und wurde für fünf Spiele gesperrt. Auch in der Saison 2018/19 konnte er sich noch nicht durchsetzen und kam nur auf 17 Spiele und ein Tor in der Ligue 2. 2019/20 spielte er jedoch öfter und bereitete in 25 von 28 möglichen Spielen acht Tore vor.
Nach dieser coronabedingt verkürzten Saison, wechselte er im Sommer 2020 erneut innerhalb der Liga, zum AC Ajaccio. Hier war er direkt Stammspieler und schoss in seiner ersten Saison dort sechs Tore in insgesamt 37 Einsätzen und bereitete weitere sechs Tore vor. In der Saison 2021/22 kam er jedoch nur noch auf 22 Ligaspiele, in denen er ein Tor schoss und ein Tor vorbereitete. Seine Mannschaft schaffte es jedoch hinter dem FC Toulouse Zweiter zu werden und somit in die Ligue 1 aufzusteigen. Am zweiten Spieltag der Spielzeit 2022/23 stand er gegen den RC Lens in der Startelf und spielte somit das erste Mal in der ersten französischen Liga.

## Erfolge
ES Troyes AC
- Dritter der National und Aufstieg in die Ligue 2: 2010

US Orléans
- Zweiter der National und Aufstieg in die Ligue 2: 2016

AC Ajaccio
- Zweiter der Ligue 2 und Aufstieg in die Ligue 1: 2022